# تراف-لاند
تراف-لاند (به آلمانی: Amt Trave-Land) یک منطقهٔ مسکونی در آلمان است که در شلسویگ-هولشتاین واقع شده‌است. تراف-لاند ۲۰٬۰۶۶ نفر جمعیت دارد.